# Étretat
Étretat – miejscowość i gmina we Francji, w regionie Normandia, w departamencie Sekwana Nadmorska.
Według danych na rok 1990 gminę zamieszkiwało 1565 osób, a gęstość zaludnienia wynosiła 385 osób/km² (wśród 1421 gmin Górnej Normandii Etretat plasuje się na 142. miejscu pod względem liczby ludności, natomiast pod względem powierzchni na miejscu 766.).

## Muzeum Arsène Lupin'a
W Étretat osadzony jest finał akcji jednej ze słynniejszych powieści Maurice'a Leblanca, Tajemnica wydrążonej iglicy. Autor posiadał tam dom, w którym obecnie znajduje się niewielkie muzeum poświęcone głównej postaci powieści: słynnemu Arsène Lupinowi.